# Hendrik Willem Bakhuis Roozeboom
Hendrik Willem Bakhuis Roozeboom (prononcé en néerlandais : [ˈɦɛndrɪk ˈʋɪləm ˈbɑkɦœy̯s ˈroːzəˌboːm], anciennement orthographié Bakhuys Roozeboom ou Bakhuijs Roozeboom), né le 24 octobre 1854 à Alkmaar et mort le 8 février 1907 à Amsterdam, est un chimiste néerlandais.

## Biographie
Hendrik Willem Bakhuis Roozeboom naît le 24 octobre 1854 à Alkmaar. Il est le fils de Jan Hendrik Bakhuijs Roozeboom, comptable, et de Maria Rensen.
II étudie à Leyde, travaille de 1874 à 1878 dans une fabrique de produits chimiques, puis est assistant au laboratoire de chimie de Leyde. Reçu en 1884 docteur de l'université de cette ville, il y est nommé en 1893 professeur de chimie théorique. Lorsqu'en 1897 van 't Hoff quitte sa chaire d'Amsterdam pour devenir professeur à l'université de Berlin, Roozeboom lui succède.

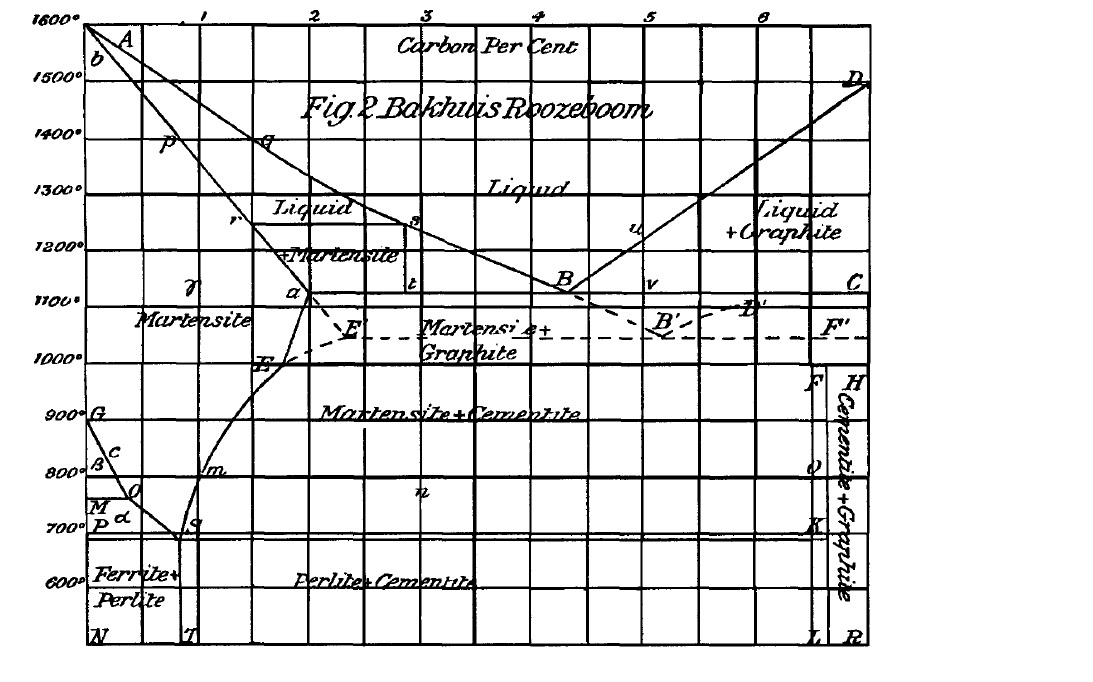
Diagramme de phase fer (Fe)-carbone (C), H.W.B. Roozeboom, The Metallographist, 3, 293-300 (1900).

On lui doit d'importants travaux dans lesquels il s'attache surtout à développer et à vérifier expérimentalement un certain nombre de lois nouvelles énoncées dès 1876 par le physico-chimiste américain Gibbs sous une forme purement théorique, si abstraite qu'elles passent d'abord inaperçues. Leur grande importance est reconnue par le savant physicien van der Waals, sous l'influence duquel l'école chimique hollandaise, dont le représentant le plus éminent est van 't Hoff, s'engage dans l'étude des équilibres chimiques. Roozeboom contribue à l'étude des conséquences de la règle des phases de Gibbs, à la classification des systèmes chimiques d'après cette loi (systèmes invariants, monovariants, divariants, etc.) et sait appliquer très heureusement les représentations géométriques de Gibbs à l'étude de systèmes très complexes sur lesquels ses travaux jettent une vive lumière. L'étude des équilibres entre l'eau, l'acide chlorhydrique et le chlorure ferrique mérite d'être citée comme un modèle du genre.
Marié le 23 avril 1879 à Catharina Elisabeth Wins, le couple a quatre fils et deux filles.
Il meurt le 8 février 1907 à Amsterdam.

## Publications
Il est l'auteur de Die Bedeutung der Phasenlehre (Leipzig 1900) et de Die heterogenen Gleichgewichte vom Standpunkt der Phasenlehre (Braunschw. 1901 ff.).